# Oosterstreek
Oosterstreek (Stellingwerfs: De Oosterstreek; Fries: Easterstreek) is een dorp in de gemeente Weststellingwerf, in de Nederlandse provincie Friesland. Het ligt ten noordoosten van Noordwolde aan de weg naar Boijl.
Oosterstreek viel tot 1989 onder Noordwolde maar is sindsdien een officieel erkende woonkern en daarmee een zelfstandig dorp. In 2023 had het dorp 570 inwoners.

## Geschiedenis
Op de plek van het dorp was in eerste instantie een bewoond buitengebied, dat in de 19e eeuw ontstond langs de weg van Noordwolde naar Boijl. Met onder meer de komst van een school in de huidige hoofdwoonkern groeide het langzaam van een buitengebied uit tot een eigen buurt.
Halverwege de twintigste eeuw was er daadwerkelijk sprake van een lintdorp, waarbij op kaarten de naam Oosterstreek verscheen. Nadat Oosterstreek in 1989 een zelfstandige plaats werd groeide de kern verder uit.

## Verenigingsleven
Oosterstreek kent onder andere een eigen voetbalvereniging, een dorpscafé en een aantal campings. Jaarlijks vindt in april het popfestival Over de Heg Pop plaats.